# نهر تويوهيرا
نهر تويوهيرا (بالإنجليزية: Toyohira River)‏ هو نهر في منطقة هوكايدو في اليابان .
طوله 72.5 كيلومتر و له مساحة تصريف يبلغ طولها 859 كيلومتر مربع. وهو راد من روافد أو جزء خارج عن نهر إيشيكاري.
يزود النهر مدينة سابورو بالماء. هذه المدينة هي عاصمة هوكايدو.

## وصلات خارجية
- (confluence with Ishikari River)